# Bolesław Kuźniewski
Bolesław Kuźniewski (ur. 22 czerwca 1935 w Krześlicach, zm. 20 sierpnia 2017 w Szczecinie) – polski inżynier i wynalazca, profesor nauk technicznych, nauczyciel akademicki Politechniki Szczecińskiej (1954-1966), Wyższej Szkoły Morskiej w Szczecinie (WSM) (1966-2004) i Akademii Morskiej w Szczecinie (od 2004), w latach 2002-2008 rektor Wyższej Szkoły Morskiej w Szczecinie, a później Akademii Morskiej w Szczecinie, wieloletni kierownik Zakładu Podstaw Budowy i Eksploatacji Maszyn oraz dyrektor Instytutu Nauk Podstawowych Technicznych WSM w Szczecinie. Jego zainteresowania naukowe obejmowały budowę i eksploatację maszyn i urządzeń, w tym obrabiarek, przetworników energii i silników spalinowych. Był specjalistą w zakresie konstrukcji urządzeń mechanicznych, dynamiki maszyn oraz praktycznego wykorzystania systemów pneumatycznych i hydraulicznych. Autor i współautor ponad 70 publikacji naukowych, w tym 2 monografii naukowych i 2 skryptów. Autor 15 wdrożonych prac projektowych i doświadczalno-konstrukcyjnych. Twórca kilkudziesięciu wynalazków, w tym miał na swoim koncie kilkanaście udzielonych patentów, zgłoszeń patentowych oraz wzorów użytkowych. Pośród najbardziej znanych wynalazków jego autorstwa znajdują się: aktywny sposób ochrony brzegów przed falami morskimi, podwodny zespół prądotwórczy oraz pompa z wirującymi tłokami (maszyna przetwarzająca energię).
Był zapalonym kajakarzem, narciarzem i żeglarzem. Miał patent sternika jachtowego. Wielokrotnie zdobywał nagrody w regatach żeglarskich oraz w zawodach narciarskich. W 1965 r. wspólnie z Jerzym Kurowskim zdobył wicemistrzostwo Polski w regatach żeglarskich na Zatoce Pomorskiej w klasie Folkboat.

## Wykształcenie
Absolwent magisterskich studiów z zakresu mechaniki i budowy maszyn na Wydziale Budowy Maszyn Szkoły Inżynierskiej w Szczecinie (od 1955 Politechniki Szczecińskiej), które ukończył w 1958 roku uzyskując tytuł zawodowy magistra inżyniera mechanika w specjalności ogólna technologia budowy maszyn. 9 marca 1966 roku obronił na Wydziale Mechanicznym Technologicznym Politechniki Warszawskiej rozprawę doktorską w dyscyplinie budowa i eksploatacja pt. Badanie niektórych właściwości dynamicznych napędu posuwu wzdłużnego poziomej frezarki wspornikowej. 30 stycznia 1995 uzyskał na Wydziale Mechanicznym Politechniki Szczecińskiej stopień doktora habilitowanego nauk technicznych w dyscyplinie budowa i eksploatacja maszyn na podstawie monografii Dynamika i podstawy projektowania tłokowych urządzeń pneumatycznych generujących sygnały okresowe. 18 listopada 2002 postanowieniem prezydenta RP otrzymał tytuł profesora nauk technicznych.

## Nagrody i odznaczenia
Bolesław Kuźniewski z tytułu osiągnięć w działalności naukowej i dydaktycznej otrzymał wiele nagród, w tym od Ministra Nauki i Szkolnictwa Wyższego, Ministra Gospodarki Morskiej, Ministra Transportu i Gospodarki Morskiej oraz Rektora Wyższej Szkoły Morskiej w Szczecinie i Rektora Akademii Morskiej w Szczecinie. Pośród odznaczeń należy wymienić Krzyż Oficerski Orderu Odrodzenia Polski (1997), Krzyż Kawalerski Orderu Odrodzenia Polski (1988), Złoty Krzyż Zasługi (1977), odznakę honorową „Gryf Pomorski" (1974) oraz odznakę honorową „Zasłużony pracownik Morza" (1977). Jest również laureatem statuetki za wkład w rozwój szkolnictwa morskiego przyznanej podczas uroczystej Gali z okazji 70-lecia Szkolnictwa Morskiego na Pomorzu Zachodnim.

## Wybrane publikacje
- Chybowski L., Kuźniewski B., Utilising water wave energy–technology profile, Scientific Journals of the Maritime University of Szczecin, Zeszyty Naukowe Akademii Morskiej w Szczecinie, no 47(118), Maritime University of Szczecin, Szczecin 2016, s. 183-186 [ISSN 1733-8670, DOI: 10.17402/167][17]
- Chybowski L., Kuźniewski B., An overview of methods for wave energy conversion, Scientific Journals of the Maritime University of Szczecin, Zeszyty Naukowe Akademii Morskiej w Szczecinie, no 41(113), Maritime University of Szczecin, Szczecin 2015, s. 17-23 [ISSN 1733-8670, DOI: 10.17402/002][18]
- Kuźniewski B., Dynamika tłokowych urządzeń pneumatycznych, Wydawnictwo Naukowo-Techniczne, Warszawa 2001, ISBN 83-204-2707-X[19].
- Kuźniewski B., Dynamika i podstawy projektowania tłokowych urządzeń pneumatycznych generujących sygnały okresowe, Wydawnictwo Naukowe Wyższej Szkoły Morskiej w Szczecinie, Szczecin 1994, ISSN 0860-8806 (seria wydawnicza Studia, nr 19)[20].
- Kuźniewski B., Tłokowe urządzenia pneumatyczne generujące sygnały okresowe. Podstawy obliczania i konstruowania, Wydawnictwo Naukowe Wyższej Szkoły Morskiej w Szczecinie, Szczecin 1987, ISSN 0860-8806 (seria wydawnicza Studia, nr 11)[21].

## Wybrane wynalazki
- pneumatyczny generator drgań mechanicznych (patent PL98810),
- zawór do silników spalinowych (patent PL114550),
- zawór do silników spalinowych z samoczynnym smarowaniem trzonu (patent PL114553),
- urządzenie do szlifowania wałów korbowych (patent PL115262),
- pneumatyczny generator drgań skrętnych (patent PL130104),
- urządzenie do przetwarzania energii (patent PL130112),
- filtr szczelinowy (patent PL133734),
- urządzenie do pomiarów wałów korbowych silników spalinowych (patent PL137720),
- pneumatyczny izolator drgań (patent PL138701),
- mechanizm do bezstopniowej regulacji odległości osi kół pośrednich w przekładniach (zgłoszenie patentowe P.198482),
- przyrząd do pomiaru stopnia zużycia tulei cylindrowych tłokowych silników spalinowych (zgłoszenie patentowe P.211245),
- urządzenie stereotaktyczne do radioterapii (zgłoszenie patentowe P.302383),
- uchwyt głowy do radioterapii (zgłoszenie patentowe P.302384),
- sposób ochrony brzegu przed falami morskimi i zespół tłumiący energię fal morskich (patent PL210447),
- podwodny zespół prądotwórczy oraz sposób posadowienia podwodnego zespołu prądotwórczego w morskiej toni wodnej (patent PL223873),
- zespół maszynowy napędzany przepływem płynu oraz sposób jego mocowania (patent PL227343)[22].